# Озёрное (село, Севастополь)
Озёрное (укр. Озерне, крымскотат. Ozörnoye, Озёрное) — село в Балаклавском районе города федерального значения Севастополя, входит в Орлиновский муниципальный округ (согласно административно-территориальному делению Украины — Орлиновского сельсовета Севастопольского горсовета). Село возникло в начале 1950-х годов в связи со строительством Чернореченского водохранилища. На 15 июня 1960 года село уже числилось в составе Орлиновского сельсовета. С 21 марта 2014 года в составе Севастополя аннексировано Россией.

## География
Село находится в центре Байдарской долины у западного берега Чернореченского водохранилища, высота центра села над уровнем моря 244 м. Постановлением правительства Севастополя № 609-ПП от 14 декабря 2023 года растущие на западной окраине села два дуба черешчатых, оценочным возрастом более 500 лет объявлены памятником природы регионального значения с названием «Озёрные дубы».

## Население
| 2001 | 2011 | 2014 |
| ---- | ---- | ---- |
| 181  | ↗240 | ↘153 |

Численность населения по данным переписи населения по состоянию на 14 октября 2014 года составила 153 человека. По данным переписи 1989 года в селе проживало 176 человек. На 1998 год проживало 240 человек, по данным сельсовета на 2012 год площадь села — 16,3 гектара, 64 двора 187 жителей.

## Современное состояние
Площадь, занимаемая селом, 16,3 гектара, на которой в 38 дворах, по данным сельсовета на 2009 год, числился 181 житель, с Севастополем и другими населёнными пунктами города село связано автобусным сообщением.